# Bill Belichick
William Stephen « Bill » Belichick (ˈbɛlᵻtʃɪk), né le 16 avril 1952 à Nashville dans le Tennessee, est un entraîneur principal de football américain et manager général en National Football League essentiellement chez les Patriots de la Nouvelle-Angleterre pendant plus de 20 saisons. Entraîneur pendant plus de 40 saisons dans la ligue, il est l'un des entraîneurs les plus victorieux de l'histoire de la NFL.
Il est l'entraîneur principal des Tar Heels de North Carolina en NCAA.
Après avoir passé ses quinze premières saisons dans la NFL en tant qu'entraîneur adjoint, Belichick a obtenu son premier poste d'entraîneur-chef avec les Browns de Cleveland en 1991. Il conserve ce poste jusqu'en 1995. De ses cinq saisons à Cleveland, seule celle de 1994 se termine sur un bilan positif (onze victoires pour cinq défaites en saison et une victoire contre les Patriots au premier tour des matchs éliminatoires). Belichick fut l'entraîneur-chef des Patriots de la Nouvelle-Angleterre entre 2000 et 2023. Belichick a mené les Patriots à neuf Super Bowls, dont six victorieux (XXXVI, XXXVIII, XXXIX, XLIX, LI et LIII) pour trois défaites (XLII, XLVI et LII).
Bill Belichick est le seul entraîneur principal de toute l'histoire de la NFL à avoir remporté trois Super Bowls sur une période de quatre ans (2001 à 2004). Il a été nommé meilleur entraîneur de la NFL par l'Associated Press à trois reprises en 2003, 2007 et 2010.

## Biographie

### Jeunesse
Bill Belichick naît à Nashville le 16 avril 1952 dans le Tennessee. Enfant unique de Steve Belichick et Jeannette Belichick, Bill grandit à Annapolis dans le Maryland où son père est entraîneur assistant et recruteur de l'équipe de football américain de la Navy. Né Stephen Biličić, son père est un descendant croate. Ses parents, Ivan Biličić et Marija Barković, ont immigré depuis le village de Draganić en 1897 et se sont installés aux États-Unis à Monessen près de Pittsburgh.
Dès l'âge de 9 ans, Bill Belichick suit son père dans l'environnement du football américain et entre dans sa chambre vidéo pour le regarder dans son travail d'entraîneur et de recruteur,. Son père a passé la majeure partie de sa vie à étudier et apprendre le football américain dans son métier d'entraîneur, se créant une solide réputation d'excellent recruteur.
En 1962, Steve Belichick publie le manuel Football Scouting Methods qui reprend sa méthode pour évaluer les équipes et les joueurs de football américain. L'ouvrage de son père lui fait rencontrer Ernie Adams à la Phillips Academy d'Andover en 1970, une amitié naît pour la vie entre Belichick et Adams. Les deux jeunes hommes sont « comme des frères », passent des heures à analyser ensemble des phases de jeu de football américain, espionnant les entraînements des Eagles de Boston College et jouant ensemble dans l'équipe de l'Academy.
Bill Belichick suit son père sur les terrains de football américain autour de l'équipe de la Navy. La première vedette qu'il côtoie, le running back Joe Bellino (en), vainqueur du trophée Heisman 1960, devient son ami. Plus tard, quand Roger Staubach devient le quarterback de la Navy, Bill Belichick est présent et lui sert parfois de receveur.
Belichick étudie à l'Université Wesleyenne à Middletown, Connecticut, où il joue au football américain aux postes de tight end et de centre. Son physique lui vaut le surnom de « Weak Link », mais Belichick s'illustre surtout par sa compréhension des schémas offensifs et sa capacité à connaître ses affectations et ceux de ses coéquipiers. Il joue également à la crosse et au squash, étant capitaine de l'équipe de la crosse lors de sa dernière année universitaire,. Il obtient son diplôme en économie en 1975.

### Carrière professionnelle

#### Premiers postes dans la NFL (1975-1978)
Après ses études, Belichick accepte un travail d'assistant en 1975 pour les Colts de Baltimore en soutien de l'entraîneur principal Ted Marchibroda. Il est recruté pour 25 dollars la semaine et voit ses responsabilités augmenter du fait de ses capacités de recruteurs. Il analyse des rencontres à la vidéo et conduit les joueurs et entraîneurs à l'aéroport. L'année suivante, il rejoint les Lions de Détroit en tant qu'assistant des équipes spéciales. En 1977, il devient également assistant des départements des receveurs et des tight ends. Poursuivant sa progression dans la NFL, il part pour les Broncos de Denver en 1978 en tant qu'assistant des équipes spéciales et assistant défensif.

#### Assistant des Giants de New York (1979–1990)
Ernie Adams est devenu assistant de l'entraîneur-chef Ray Perkins (en) aux Giants de New York en 1979. Il conseille à Perkins de recruter un autre jeune entraîneur de la ligue, son ami Bill Belichick, qui rejoint les rangs des Giants de New York en tant qu'assistant défensif et des équipes spéciales,. Le coordinateur défensif de l'équipe, Bill Parcells, lui transmet une partie de son savoir, lui permettant de prendre du galon et d'ajouter les linebackers à ses assignations en 1980. Alors que Parcells revient aux Giants comme coordinateur défensif, l'équipe change sa formation défensive pour une défense 3-4. Innovante pour l'époque, cette formation permet de mettre une forte pression sur l'attaque adverse en exploitant les espaces dans la ligne offensive adverse. Belichick perfectionne les linebackers dans ce schéma, qui ont un rôle crucial, et contribue notamment au développement de Lawrence Taylor comme l'un des meilleurs joueurs de la ligue. Il est alors connu comme l'un des meilleurs assistants défensifs de sa génération.
En 1983, Parcells devient entraîneur principal des Giants de New York. Après une première saison difficile, Belichick a la possibilité de rejoindre les Vikings du Minnesota sous la direction de Les Steckel (en) à l'été 1984,. Après réflexion, il décide finalement de rester aux Giants. Sous les ordres de Parcells, Belichick devient coordinateur défensif des Giants en 1985. Si Lawrence Taylor ne valide pas ce choix lorsque Parcells le lui annonce — il considère que Belichick n'a jamais joué au football américain — le nouveau coordinateur défensif obtient le respect de ses joueurs après plusieurs mois de travail. Surnommé « Doom » dans l'effectif des Giants, sa défense devient l'une des meilleures du championnat, limitant grandement le jeu au sol adverse.
Le 4 janvier 1987, en amont du premier tour de phase finale de la saison 1986, contre les 49ers de San Francisco et Joe Montana, Belichick décide de faire un ajustement défensif et de changer sa défense en zone pour une défense en homme à homme. Ce choix est une grande réussite pour les Giants qui dominent les Niners sur le score de 49 à 3. À la fin du match, Belichick est célébré et un seau de Gatorade lui est versé sur la tête. Au tour suivant, sa défense est si bien préparée qu'elle ne concède aucun point aux Redskins de Washington. Soulevé par ses joueurs à la fin de la partie, le coordinateur défensif fait la une du New York Times au lendemain de la rencontre. Lors du Super Bowl XXI, sa défense tient sur sa ligne, obtient un safety en plaquant John Elway dans son en-but puis réalisé une importante interception. Belichick remporte son premier Super Bowl comme entraîneur.
Lors de la saison 1990 de la NFL, la défense des Giants qu'il coordonne encaisse le plus faible nombre de points par match. Alors que les Giants sont en phase finale, il est l'un des candidats rencontrés en janvier 1990 pour le poste d'entraîneur principal des Cardinals de Phoenix mais les Cardinals lui préfèrent Joe Bugel. Les Browns de Cleveland et les Buccaneers de Tampa Bay lui montrent également de l'intérêt. Qualifiés pour le Super Bowl XXV, les Giants retrouvent les Bills de Buffalo qui sont donnés favoris. La tactique de l'équipe new-yorkaise consiste à conserver le contrôle du ballon tout en s'appuyant sur une défense dominante. Dans une rencontre serrée, les Bills ont l'occasion de l'emporter mais le coup de pied de 47 yards de Scott Norwood passe à droite des poteaux. Le schéma défensif de Bill Belichick pour cette rencontre est au Pro Football Hall of Fame. Après ce deuxième succès au Super Bowl, Belichick souhaite devenir l'un des entraîneurs-principaux de la ligue.

#### À la tête des Browns de Cleveland (1991–1995)
Le 5 février 1991, deux semaines après avoir obtenu sa deuxième bague de champion avec les Giants, Bill Belichick se voit confier les rênes de l'équipe des Browns de Cleveland. Introduit par Art Modell, il devient entraîneur principal pour la première fois de sa carrière, et devient, à l'âge de 38 ans, le plus jeune entraîneur principal de la ligue,. Il prend en charge une équipe en pleine reconstruction, sortant d'une saison avec seulement 3 victoires en 16 matchs,. Quelques semaines plus tard, Bill Parcells quitte son poste d'entraîneur-principal des Giants pour des problèmes cardiaques. Belichick ne peut plus être le successeur et Ray Handley (en) obtient le poste.
Le plan initial de Belichick est de redonner une identité d'équipe physique, dure au mal, travailleuse et capable de s'adapter à tous les éléments météorologiques,. Belichick ajoute l'ancien joueur historique des Browns Ozzie Newsome à l'encadrement de l'équipe, à la fois comme entraîneur et recruteur,. Il s'entoure de nombreux jeunes talentueux entraîneurs qui connaîtront du succès dans la suite de leur carrière et notamment Nick Saban, recruté en tant que coordinateur défensif des Browns.
Les premiers joueurs recrutés à la draft par les Browns sont des déceptions, à l’exception du safety Eric Turner. L'équipe enchaîne les défaites et est peu attrayante. Belichick et les Browns comptent sur le changement de règlement pour recruter des agents libres en vue d'améliorer l'équipe pour la saison 1993,. Après avoir tenté de recruter Reggie White, qui opte finalement pour les Packers, les Browns font signer le quarterback Vinny Testaverde. Le 7 novembre 1993, Belichick n'hésite pas à couper la vedette de l'effectif des Browns, le quarterback Bernie Kosar, héros local,. Cette décision rend Belichick impopulaire à Cleveland et l'équipe enchaîne les défaites à la suite de cette décision pour conclure l'année avec 7 victoires et 9 défaites, six matchs perdus après avoir coupé Kosar.
Avec Vinny Testaverde comme quarterback titulaire, les Browns enchaînent les victoires au début de la saison 1994. Portée par la défense emmenée par Nick Saban, l'équipe n'encaisse que 204 points et se qualifie pour la phase finale pour la première fois en cinq saisons. En match de barrage, Belichick retrouve son mentor Bill Parcells, désormais à la tête des Patriots de la Nouvelle-Angleterre. La victoire 20 à 13 des Browns est le point culminant du passage de Belichick aux Browns, largement battus par les Steelers de Pittsburgh la semaine suivante.
Après un bon début de saison 1995, l'équipe s'effondre et termine avec 5 victoires et 11 défaites. Belichick n'hésite pas à mettre Vinny Testaverde sur le banc pour faire jouer le débutant Eric Zeier (en). Au milieu de la saison, le propriétaire de la franchise, Art Modell, a annoncé que l'équipe serait délocalisée à Baltimore à la fin de la saison. Malgré un soutien dans un premier temps, Belichick est viré de son poste le 14 février 1996, par téléphone, une semaine après l'officialisation du déménagement,. Son expérience est mitigée, avec un bilan de 37 victoires et 45 défaites.

#### De nouveau dans l'ombre de Parcells

##### Première expérience avec les Patriots (1996)
Dans la foulée de son évincement des Browns de Cleveland, deux offres d'emploi sont offertes à Bill Belichick. La première vient de Jimmy Johnson qui souhaite en faire le coordinateur défensif des Cowboys de Dallas. La deuxième, et celle qu'il finit par choisir, est de rejoindre Bill Parcells, désormais entraîneur-principal des Patriots de la Nouvelle-Angleterre, en tant qu'assistant de l'entraîneur principal et entraîneur des arrières défensifs. Les Patriots réalisent la meilleure saison de leur histoire alors, avec 11 victoires pour 5 défaites et une présence au Super Bowl XXXI qu'ils perdent contre les Packers de Green Bay.

##### Imbroglios successifs avec les Jets de New York (1997–1999)
En février 1997, Belichick suit Bill Parcells qui part pour les Jets de New York en tant qu'entraîneur principal. Bill Belichick conserve le même poste auprès de l'entraîneur principal. Après un imbroglio autour de la négociation de la compensation entre les Patriots et les Jets, Belichick est nommé entraîneur principal des Jets pendant six jours, l'intérim se termine dès l'officialisation de la signature de Parcells aux Jets. Pour Parcells et les Jets, Belichick est le successeur désigné pour le poste d'entraîneur principal de l'équipe new-yorkaise. Le propriétaire des Jets, Leon Hess, s'engage financièrement auprès de Belichick et lui montre sa confiance en lui offrant un bonus d'un million de dollars à la fin de la saison 1998.
Le 1er décembre 1999, un article dans le Daily News suggère qu'il est probable que les Patriots de la Nouvelle-Angleterre virent Pete Carroll à la fin de la saison et cherchent à recruter Belichick. Au matin du 3 janvier 2000, les Patriots de la Nouvelle-Angleterre démettent de ses fonctions leur entraîneur principal Pete Carroll et demandent par fax aux Jets à rencontrer Bill Belichick. Les Patriots souhaitent offrir un poste d'entraîneur principal et de manager général à Belichick. Bill Parcells, qui n'apprécie pas Robert Kraft depuis qu'il a mis un terme à son passage aux Patriots, ne souhaite pas que son meilleur élève le quitte pour les Patriots. Il démissionne de son poste d'entraîneur principal des Jets et pousse Belichick à le remplacer. Intéressé par la possibilité de se libérer de Parcells, resté aux Jets comme directeur des opérations de football américain, Belichick souhaite rencontrer les Patriots mais le club new-yorkaise refuse que les deux parties se rencontrent,.
Le lendemain, lors de la conférence organisée pour l'introduire comme entraîneur principal des Jets de New York, Belichick surprend les médias en annonçant sa démission et explique son choix par les changements dans l'organisation depuis la signature de son contrat avec les Jets,,. Alors qu'il lui avait été annoncé que le club serait vendu avant le 15 décembre, la vente ne s'est pas effectuée.
Peu après ce surprenant revirement de situation, les Jets confirment avec la ligue que le contrat de Belichick est valide et souhaitent qu'il ne puisse pas entraîner pour une autre équipe de la NFL. L'avocat de Belichick attaque la ligue en justice mais sa requête est rejeté et il doit abandonner l'affaire. Dans le même temps, les Jets ont promu Al Groh (en) comme entraîneur principal et ont été achetés par Woody Johnson le 12 janvier. Le nouveau propriétaire des Jets souhaite résoudre la situation avec les Patriots et négocie un échange. En compensation de la perte de leur entraîneur les Jets obtiennent notamment le choix du premier tour de la draft 2000 des Patriots. Peu enclin à donner ce choix de draft, Robert Kraft accepte lorsque Belichick abandonne son affaire judiciaire envers la NFL. Dans la matinée du 27 janvier, les Jets autorisent l'entraîneur à rencontrer les Patriots qui se déplace immédiatement à Foxboro. Dans la soirée, il est introduit en tant qu'entraîneur principal des Patriots de la Nouvelle-Angleterre.

#### Multiple vainqueur du Super Bowl aux Patriots (2000-2023)

##### Arrivée à la Nouvelle-Angleterre (2000)

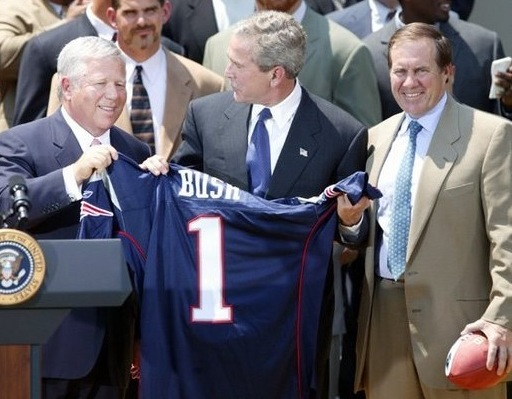
Bill Belichick (à droite) présente avec Robert Kraft (à gauche), un maillot des Patriots de la Nouvelle-Angleterre au Président Bush en 2004.

Après avoir noué une relation d'amitié avec le propriétaire des Patriots de la Nouvelle-Angleterre Robert Kraft lors de son passage dans la franchise en 1996, Belichick prend les rênes de la franchise le 27 janvier 2000. De retour dans la ligue comme entraîneur principal, le disciple de Bill Parcells, prépare sa première draft en cinq saisons, fort de sa première expérience et des erreurs effectuées à Cleveland. Au sixième tour, avec le 199e choix, Belichick et les Patriots sélectionnent le quarterback des Wolverines du Michigan Tom Brady. Début mai, Belichick remplace le directeur du personnel historique des Patriots, Bobby Grier, par Scott Pioli, l'un de ses amis et ancien directeur du personnel des Jets de New York.
Fort d'un contrat de cinq saisons et de la pleine confiance de Robert Kraft, Belichick libère l'offensive tackle historique de la franchise Bruce Armstrong et prolonge le safety Lawyer Milloy de sept ans pour 35 millions de dollars. Il libère le vétéran tight end Ben Coates, déclarant que le plafond salarial l'oblige à faire ce choix et qu'il compte reconstruire sur de jeunes joueurs. Il s'appuie également sur les vétérans de l'équipe Willie McGinest et Ty Law en défense et Drew Bledsoe en attaque.
Pour le premier match de préparation à la saison 2000 de la NFL, les Patriots jouent les 49ers de San Francisco au Fawcett Stadium pour le match annuel du Pro Football Hall of Fame. Un jour après l'introduction de Joe Montana au Hall of Fame, Belichick fait débuter Tom Brady dans une large revue d'effectif face à une équipe des 49ers également en reconstruction. La première saison est difficile et se conclut par un bilan de 5 victoires pour 11 défaites. En mars 2001, la franchise finalise un contrat record pour son quarterback Drew Bledsoe sur dix saisons pour un total de 103 millions de dollars.

##### Première dynastie (2001-2004)
Avec Scott Pioli, Belichick étudie le jeu de plus de 200 joueurs libres au début de l'année 2001. Ensemble, ils débauchent 17 joueurs qui se font leur place dans l'effectif des Patriots dont Mike Vrabel, relançant la carrière et transformant un joueur qui se destinait à changer de carrière pour des études de droit en un joueur clef de la défense de l'équipe de Belichick,. En avril, ils sélectionnent Richard Seymour en sixième position et Matt Light en 39e position à la draft.
Le début de la saison 2001 est catastrophique pour les Patriots. Après une première défaite initiale, Belichick perd son quarterback vedette Bledsoe dans une défaite à domicile contre les Jets de New York. L'entraîneur fait alors confiance au remplaçant Tom Brady pour débuter contre les Colts d'Indianapolis et l'équipe de la Nouvelle-Angleterre l'emporte facilement 44 à 13 avec deux interceptions converties en touchdowns par la défense. Les Patriots enchaînent alors les succès, portés par une défense dominante. La phase finale de l'équipe de Belichick est marquée par le Tuck Rule Game dont l'issue est favorable aux Patriots. Qualifié pour le Super Bowl XXXVI après une nouvelle victoire contre les Steelers de Pittsburgh, l'équipe de Belichick réalise de nouveau la surprise en battant sur un coup de pied de fin de rencontre les Rams de Saint-Louis.
Après avoir gagné le Super Bowl avec Tom Brady, Belichick échange l'ancien quarterback vedette Drew Bledsoe aux Bills de Buffalo. Lorsque les deux équipes s'affrontent lors de la saison 2002, Belichick surprend les Bills en ne faisant aucun blitz et en renforçant sa couverture avec des linebackers, stratégie qui se conclut par une large victoire 38 à 7.
Cinq jours avant la première rencontre de la saison 2003, Bill Belichick décide de mettre fin brutalement au contrat du capitaine Lawyer Milloy. Au matin du match d'ouverture contre les Bills de Buffalo, le journaliste d'ESPN Tom Jackson déclare que plusieurs joueurs de l'effectif « détestent leur entraîneur » après cette décision. Recruté par les Bills, Milloy contribue à la défaite 31 à 0 de l'équipe de Belichick en ouverture.
En janvier 2004, lors du match de championnat AFC contre les Colts d'Indianapolis, Belichick prend des risques en laissant Peyton Manning lancer des passes courtes pour Marvin Harrison tout en demandant à ses défenseurs d'être physique à la réception du ballon, permettant à Ty Law de couvrir les passes longues. Ce dernier récupère trois des passes interceptées par Manning lors de cette rencontre. Il remporte dans la foulée son deuxième Super Bowl et devient l'une des cent personnalités les plus influentes du monde selon le magazine Times.
Le succès des Patriots expose Bill Belichick à de nouveaux défis, notamment sur la motivation de ses joueurs et sa capacité à garder son effectif de champions, fortement demandés par ses adversaires. Il écoute alors les conseils de Jimmy Johnson, qui a connu la même situation avec les Cowboys de Dallas dans les années 1990 : mettre des primes aux joueurs qu'il faut garder, ne renégocier aucun contrat avec la dernière année du contrat et identifier quels sont les joueurs qui ne sont pas indispensables pour gagner. Il est reconnu pour être l'un des meilleurs pour identifier les joueurs qui ont les capacités physiques et mentales pour jouer plusieurs positions, n'hésitant pas à préparer et à faire jouer Troy Brown en défense comme cornerback après les blessures des titulaires à ce poste.

##### Nouveaux défis et nouveaux records (2005-2009)
Après avoir remporté son troisième Super Bowl en quatre saisons, Bill Belichick voit ses coordinateurs offensif et défensif, Charlie Weis et Romeo Crennel, partir pour d'autres équipes,. Belichick décide de promouvoir Eric Mangini (en) au poste de coordinateur défensif et ne recrute aucun coordinateur offensif. En constante recherche de nouvelles tactiques, Belichick invente constamment de nouveaux concepts pour surprendre ses adversaires. En préparation de la saison 2005, il travaille sur une couverture 4 qui parait être une couverture 2.
La saison 2006 se conclut par une défaite contre Peyton Manning et les Colts d'Indianapolis en phase finale. Elle met un terme à une saison difficile pour l'entraîneur des Patriots, récemment divorcé, défait par son ancien coordinateur Eric Mangini désormais à la tête des Jets de New York, et vivement critiqué par de nombreux journalistes qui le disent non professionnel et immature. En février 2007, l'ancien linebacker des Patriots Ted Johnson met directement en cause Belichick pour l'avoir renvoyé sur le terrain avant qu'il se soit remis d'une commotion cérébrale, ruinant sa santé et son mariage.
Au cours de la saison 2007 de la NFL, il réussit avec les Patriots une saison régulière parfaite avec seize victoires pour zéro défaite. Sa série de succès se poursuit en phase finale, permettant à l'équipe de Belichick de se qualifier pour le Super Bowl.

##### Énième renouveau et défaites (2010-2013)
Lors de la draft 2010 de la NFL, Bill Belichick sélectionne Rob Gronkowski et Aaron Hernandez, un duo de tight ends.
En septembre 2012, après une défaite d'un point contre les Ravens de Baltimore sur un coup du pied de dernière seconde, il attrape un arbitre en sortant du terrain, ce qui lui vaut une amende de 50 000 dollars.
Malgré les blessures subies lors de la saison 2013, Bill Belichick mène son équipe au Super Bowl XLVI. Il réussit à trouver en Julian Edelman un remplacement idéal à Wes Welker dans le même rôle. Contre les Broncos de Denver, il prend le risque de laisser la balle en attaque à son adversaire en début de prolongation et de choisir le terrain qui a le vent favorable, décision qui l'avère payante puisque la défense des Patriots arrête l'avancée adverse et les Patriots marquent pour l'emporter sur la possession suivante.

##### Deuxième dynastie (2014-2018)
Belichick montre toutes ses qualités d'entraîneur lors du Super Bowl XLIX, permettant d'ajouter un nouveau titre à son palmarès. En fin de rencontre, alors que son équipe mène de quatre points sur les Seahawks de Seattle, il met la pression sur l'entraîneur Pete Carroll en ne prenant pas de temps mort et en laissant les Seahawks jouer sous la pression de l'horloge,. Sur la troisième tentative de Seattle, à un yard de l'en-but, Belichick envoie sur le terrain une formation avec trois cornerbacks dont Malcolm Butler, un joueur non sélectionné, éloigné des meilleures équipes universitaires par ses difficultés scolaires, auquel Belichick a donné sa chance,. Butler intercepte le ballon lancé par Russell Wilson et scelle la victoire des Patriots,,.
Au milieu de la saison 2017, Belichick échange le jeune quarterback talentueux Jimmy Garoppolo aux 49ers de San Francisco en échange d'un choix de draft. Il est ensuite fait état en janvier 2018 dans un article d'ESPN que cette décision a été contrainte par la propriétaire de la franchise Robert Kraft par loyauté envers Tom Brady, rendant « furieux » Belichick et créant une situation tendue entre Belichick, Kraft et Brady. Dans le même temps, Belichick doit gérer une situation difficile avec Alex Guerrero, l'entraîneur personnel et partenaire de Tom Brady, dont la place dans la franchise ne fait que grandir, créant des tensions avec les entraîneurs officiels des Patriots. Belichick nie avoir quelconque problème avec Brady et Kraft, et mène l'équipe à une nouvelle qualification pour jouer le Super Bowl.
Lors du Super Bowl LII, Bill Belichick prend la surprenante décision de laisser sur le banc le cornerback Malcolm Butler sans pour autant en donner les raisons,. La défense encaisse 41 points dans la défaite des Patriots, levant une controverse sur cette décision. Ces diverses polémiques au terme de la saison 2018 lancent une rumeur envoyant l'entraîneur des Patriots aux Giants de New York,.

#### Tar Heels de North Carolina (depuis 2024)
Bill Belichick s'engage avec le programme universitaire des Tar Heels de North Carolina en décembre 2024.

### Vie privée
Marié à Debby Clarke, Bill Belichick est père de trois enfants : Amanda, Stephen et Brian. Sa fille est diplômée de l'université Wesleyenne, où elle a joué à la crosse. Après ses études, elle devient entraîneur de la crosse pour différentes universités américaines. Son premier fils, Stephen, a joué à la crosse et au football américain à l'université Rutgers. Il est recruté par son père comme assistant de l'entraîneur pour les Patriots de la Nouvelle-Angleterre en mai 2012 et est actuellement entraîneur des safetys de l'équipe. Brian est également actif dans l'équipe des Patriots en tant qu'assistant recruteur. Bill Belichick possède un bateau au nom du nombre de bagues de champion qu'il a remporté.
Après avoir divorcé de Debby Clarke entre 2006 et 2008, Bill Belichick entame une relation amoureuse avec Linda Holliday en 2007,. Lina Holliday devient également la directrice de la fondation au nom de l'entraîneur dont l'objectif est de changer la vie d'étudiants de Nantucket à l'Ouganda et de soutenir des projets liés au football américain et à la crosse.
En 1979, Belichick achète son premier terrain sur l'île de Nantucket pour 70 000 dollars, avec son ami d'enfance Mark Fredland,. L'entraîneur y fait construire trois maisons, un projet de plusieurs années. En 2006, il achète avec sa femme Debby une villa voisine de cinq chambres pour 4,6 millions de dollars. Après le divorce du couple, la villa reste propriété de sa femme. En 2013, Belichick acquiert une nouvelle maison sur l'île pour 870 000 dollars et une autre pour 2,45 millions de dollars l'année suivante. Il y passe une grande partie de son temps hors de la saison de football américain, faisant du vélo, des sorties en bateau et des parties de golf,. Ses propriétés sur l'île sont évaluées à un total de plus de 10 millions de dollars.

## Statistiques
| Équipe                             | Saison          | Saison régulière | Saison régulière | Saison régulière | Saison régulière | Saison régulière | Phase finale | Phase finale | Phase finale | Phase finale                                                      |
| Équipe                             | Saison          | G                | P                | N                | % victoires      | Classement       | G            | P            | % victoires  | Résultat                                                          |
| ---------------------------------- | --------------- | ---------------- | ---------------- | ---------------- | ---------------- | ---------------- | ------------ | ------------ | ------------ | ----------------------------------------------------------------- |
| Browns de Cleveland                | 1991            | 6                | 10               | 0                | 37,5             | 3e AFC Central   | -            | -            | -            | -                                                                 |
| Browns de Cleveland                | 1992            | 7                | 9                | 0                | 43,8             | 3e AFC Central   | -            | -            | -            | -                                                                 |
| Browns de Cleveland                | 1993            | 7                | 9                | 0                | 43,8             | 3e AFC Central   | -            | -            | -            | -                                                                 |
| Browns de Cleveland                | 1994            | 11               | 5                | 0                | 68,8             | 2e AFC Central   | 1            | 1            | 50           | Défaite contre les Steelers de Pittsburgh en finale de division   |
| Browns de Cleveland                | 1995            | 5                | 11               | 0                | 31,3             | 4e AFC Central   | -            | -            | -            | -                                                                 |
| Totaux Browns                      | Totaux Browns   | 36               | 44               | 0                | 45,0             |                  | 1            | 1            | 50           |                                                                   |
| Patriots de la Nouvelle-Angleterre | 2000            | 5                | 11               | 0                | 31,3             | 4e AFC Est       | -            | -            | -            | -                                                                 |
| Patriots de la Nouvelle-Angleterre | 2001            | 11               | 5                | 0                | 68,8             | 1er AFC Est      | 3            | 0            | 100          | Victoire au Super Bowl XXXVI contre les Rams de Saint-Louis       |
| Patriots de la Nouvelle-Angleterre | 2002            | 9                | 7                | 0                | 56,3             | 2e AFC Est       | -            | -            | -            | -                                                                 |
| Patriots de la Nouvelle-Angleterre | 2003            | 14               | 2                | 0                | 87,5             | 1er AFC Est      | 3            | 0            | 100          | Victoire au Super Bowl XXXVIII contre les Panthers de la Caroline |
| Patriots de la Nouvelle-Angleterre | 2004            | 14               | 2                | 0                | 87,5             | 1er AFC Est      | 3            | 0            | 100          | Victoire au Super Bowl XXXIX contre les Eagles de Philadelphie    |
| Patriots de la Nouvelle-Angleterre | 2005            | 10               | 6                | 0                | 62,5             | 1er AFC Est      | 1            | 1            | 50           | Défaite contre les Broncos de Denver en finale de division        |
| Patriots de la Nouvelle-Angleterre | 2006            | 12               | 4                | 0                | 75,0             | 1er AFC Est      | 2            | 1            | 66,7         | Défaite contre les Colts d'Indianapolis en finale de conférence   |
| Patriots de la Nouvelle-Angleterre | 2007            | 16               | 0                | 0                | 100              | 1er AFC Est      | 2            | 1            | 66,7         | Défaite contre les Giants de New York au Super Bowl XLII          |
| Patriots de la Nouvelle-Angleterre | 2008            | 11               | 5                | 0                | 68,8             | 2e AFC Est       | -            | -            | -            | -                                                                 |
| Patriots de la Nouvelle-Angleterre | 2009            | 10               | 6                | 0                | 62,5             | 1er AFC Est      | 0            | 1            | 0            | Défaite contre les Ravens de Baltimore en barrage                 |
| Patriots de la Nouvelle-Angleterre | 2010            | 14               | 2                | 0                | 87,5             | 1er AFC Est      | 0            | 1            | 0            | Défaite contre les Jets de New York en barrage                    |
| Patriots de la Nouvelle-Angleterre | 2011            | 13               | 3                | 0                | 81,3             | 1er AFC Est      | 2            | 1            | 66,7         | Défaite contre les Giants de New York au Super Bowl XLVI          |
| Patriots de la Nouvelle-Angleterre | 2012            | 12               | 4                | 0                | 75               | 1er AFC Est      | 1            | 1            | 50           | Défaite contre les Ravens de Baltimore en finale de conférence    |
| Patriots de la Nouvelle-Angleterre | 2013            | 12               | 4                | 0                | 75               | 1er AFC Est      | 1            | 1            | 50           | Défaite contre les Broncos de Denver en finale de conférence      |
| Patriots de la Nouvelle-Angleterre | 2014            | 12               | 4                | 0                | 75               | 1er AFC Est      | 3            | 0            | 100          | Victoire au Super Bowl XLIX contre les Seahawks de Seattle        |
| Patriots de la Nouvelle-Angleterre | 2015            | 12               | 4                | 0                | 75               | 1er AFC Est      | 1            | 1            | 50           | Défaite contre les Broncos de Denver en finale de conférence      |
| Patriots de la Nouvelle-Angleterre | 2016            | 14               | 2                | 0                | 87,5             | 1er AFC Est      | 3            | 0            | 100          | Victoire au Super Bowl LI contre les Falcons d'Atlanta            |
| Patriots de la Nouvelle-Angleterre | 2017            | 13               | 3                | 0                | 81,3             | 1er AFC Est      | 2            | 1            | 66,7         | Défaite contre les Eagles de Philadelphie au Super Bowl LII       |
| Patriots de la Nouvelle-Angleterre | 2018            | 11               | 5                | 0                | 68,8             | 1er AFC Est      | 3            | 0            | 100          | Victoire au Super Bowl LIII contre les Rams de Los Angeles        |
| Patriots de la Nouvelle-Angleterre | 2019            | 12               | 4                | 0                | 75,0             | 1er AFC Est      | 0            | 1            | 0            | Défaite contre les Titans de Tennessee en barrage                 |
| Patriots de la Nouvelle-Angleterre | 2020            | 7                | 9                | 0                | 43,8             | 3e AFC Est       | -            | -            | -            | -                                                                 |
| Patriots de la Nouvelle-Angleterre | 2021            | 10               | 7                | 0                | 58,8             | 2e AFC Est       | 0            | 1            | 0            | Défaite contre les Bills de Buffalo en barrage                    |
| Patriots de la Nouvelle-Angleterre | 2022            | 8                | 9                | 0                | 47,1             | 3e AFC Est       | -            | -            | -            | -                                                                 |
| Patriots de la Nouvelle-Angleterre | 2023            | 4                | 13               | 0                | 23,5             | 4e AFC Est       | -            | -            | -            | -                                                                 |
| Totaux Patriots                    | Totaux Patriots | 266              | 121              | 0                | 68,7             |                  | 30           | 12           | 71,4         |                                                                   |
| Totaux                             | Totaux          | 302              | 165              | 0                | 64,7             |                  | 31           | 13           | 70,5         |                                                                   |

## Palmarès et records
Bill Belichick est l'entraîneur principal actif ayant le plus grand nombre de victoires en NFL et le troisième plus victorieux dans l'histoire de la ligue. Il est le seul à avoir remporté trois Super Bowls en quatre ans. Il a remporté huit Super Bowls, dont six en tant qu'entraîneur principal (XXXVI, XXXVIII, XXXIX, XLIX, LI et LIII), un record. Son pourcentage de victoires de 68 % est le meilleur parmi les entraîneurs ayant au moins 150 victoires en NFL. Il a mené les Patriots de la Nouvelle-Angleterre à 18 saisons positives consécutives entre 2001 et 2018, et même seize titres de champion de division AFC Est en 18 saisons. Le seul entraîneur ayant plus de saisons consécutives avec des bilans positifs est Tom Landry avec 20 entre 1966 et 1985.
Belichick est le troisième entraîneur le plus victorieux de l'histoire de la National Football League derrière Don Shula (347 victoires) et George Halas (324 victoires). Il a entraîné 43 rencontres éliminatoires en NFL comme entraîneur principal et en a gagné 31, deux records.

## Style et philosophie

### Entraîneur
Dès sa jeunesse, Bill Belichick étudie les tactiques du football américain sur les genoux de son père, recruteur et entraîneur assistant de l'équipe de la Navy. Défensivement, Bill Belichick a suivi la philosophie de son père, Steve Belichick, qui est de supprimer la principale menace offensive de son adversaire afin d'obliger l'équipe adverse à effectuer des actions avec lesquelles elle est moins confiante,. Il ne s'enferme pas dans une formation défensive et s'adapte à son adversaire, le rendant imprévisible. Il est considéré comme l'un des entraîneurs les plus travailleurs de la ligue, permettant à son équipe d'être souvent mieux préparée que son adversaire. Influencé par L'Art de la guerre de Sun Tzu, Belichick considère que la rencontre se gagne dans la préparation de la partie et qu'il faut utiliser toutes les faiblesses des adversaires, pour devenir l'un des meilleurs entraîneurs de la ligue pour exploiter les duels avantageux. Son père lui inculque également une mentalité et une discipline militaire.
Jeune, Bill Belichick est fasciné par les formations défensives. Il étudie les méthodes de Paul Brown, l'historique entraîneur des Browns de Cleveland. En 2005, Belichick déclare au New York Times : « Tant de choses que nous faisons aujourd'hui et ce que je faisais quand j'étais à Cleveland étaient les mêmes choses que Paul Brown faisaient. Le même programme, la même philosophie, la même approche pour préparer votre équipe à évoluer au meilleur niveau sur les terrains d'entraînements, dans les réunions, dans la stratégie, en situation de match »,. En 1977, il rencontre Ken Shipp (en) alors qu'il est assistant des Lions de Détroit. Alors qu'il ne connaît que des formations offensives basiques : wing-T au lycée, Texas 'Bone à l'université et la formation I entraînée par son père à la Navy ; Ken Shipp le fait travailler de nombreuses formations offensives. Ancien entraîneur principal des Jets de New York intérimaire, Shipp lui fait part de l'importance de maîtriser toutes les parties du football américain pour ne pas être dépendant d'un coordinateur offensif ou défensif. Shipp lui apprend à utiliser des schémas offensifs simples qu'il faut constamment ajuster en fonction de la défense.
En tant que coordinateur défensif des Giants de New York, il utilise principalement une défense 3-4, apprise auprès de Bill Parcells mais s'adapte à l'attaque adverse et est capable de changer de schéma défensif.
Il explique son échec comme entraîneur principal des Browns de Cleveland par un manque de délégation de l'autorité à ses assistants et aux joueurs cadres. Orienté sur tous les petits détails, il apprend de cette expérience à prendre de la hauteur et à laisser ses assistants à s'occuper de ses petites choses.
Son succès comme entraîneur principal des Patriots de la Nouvelle-Angleterre est la consécration de ses principes et de son parcours. Défensivement, son équipe déguise des couvertures et surprend ses adversaires. Offensivement, il change de plan de jeu de match en match, étant capable de s'appuyer majoritairement sur le jeu de courses ou le jeu de passes. Belichick est également capable de lancer de jeux innovant comme des flea flickers, des double-passes avec un receveur, des formations avec des receveurs inéligibles ou encore des passes vers des fullbacks. Il n'hésite pas à penser différent comme commencer une prolongation en défense ou donner volontairement un safety pour se dégager de son camp et récupérer le ballon en attaque dans une meilleure position sur le terrain.

### Manager général
Bill Belichick est l'un des seuls entraîneurs à tenir également le rôle de manager général, des responsabilités négociées lors de son entrée en fonction chez les Patriots. Même s'il compte sur Scott Pioli puis Nick Caserio, vice-président du personnel, il a le dernier mot sur les recrutements de joueurs,. Les capacités d'évaluateur de Bill Belichick sont parfois contestées mais il reste l'un des meilleurs managers général par sa capacité à faire évoluer des joueurs inconnus en éléments clefs de son équipe. Sa double casquette d'entraîneur-général manager lui permet de connaître parfaitement les besoins de son équipe et d'y répondre.
Il utilise également de nombreux principes économiques appris à l'université pour s'adapter dans l'ère de la masse salariale limitée, n'hésitant pas à prendre des décisions impopulaires s'il évalue que le coût est supérieur aux bénéfices.

## Belichick dans la culture populaire

### Image médiatique
Souvent habillé d'un sweat à capuche cachant ses yeux, Bill Belichick est un entraîneur connu pour être distant avec les journalistes. Il commence à porter ce sweat à capuche après que la NFL a signé un contrat avec Reebok en 2000 régulant les vêtements portés par les entraîneurs. En protestation, Belichick choisit le vêtement le moins conventionnel, coupant même les manches de ce pull pour contrer les règles établies par la ligue. Il le fait pour la première fois contre les Texans de Houston le 23 novembre 2003.
Bill Belichick est le seul entraîneur à avoir refusé d'être membre de la NFL Coaches Association (NFLCA), ce qui l'exclut des contrats signés par l'association, et notamment la cession de son droit d'image à la franchise Madden NFL. De ce fait, Belichick est le seul entraîneur absent du jeu vidéo et l'entraîneur des Patriots est représenté par un avatar du nom de « NE Coach » ou « Josh Moore ».
Belichick est réputé pour son calme en conférence de presse et pour éviter de donner toute réponse inattendue, notamment lorsque les questions portent sur une défaite ou une polémique,. Plusieurs répliques sont restées célèbres comme sa répétition de « We're on to Cincinnati ». Depuis 2009, Belichick analyse plusieurs phases de jeu des rencontres des Patriots avec Scott Zolak (en).

### Scandales
La carrière de Bill Belichick est marquée par deux scandales liées à des actes de tricheries : le Spygate en 2007 et le Deflategate en 2015. Ces affaires ont marqué la NFL et alimenté ses détracteurs qui le qualifient de « tricheur » et le surnomme Bill Belicheat,.
En 2007, Belichick est sanctionné dans l'affaire du Spygate pour avoir espionné les bancs de touche adverses, permettant à son équipe d'avoir un avantage sur ses adversaires. La National Football League le punit d'une amende record de 500 000 dollars,. En réponse à cette sanction, Belichick s'excuse auprès de tous ceux qui en sont affectés tout en considérant qu'il s'agit d'une mauvaise interprétation des règles de la ligue,.
Dans l'affaire du Deflategate, Belichick n'est pas mis en cause. En conférence de presse, il se défend de connaître les détails de l'affaire et déclare « ne pas être un scientifique ».

### Héritage
Onze des anciens entraîneurs assistants de Bill Belichick sont devenus entraîneurs principaux dans la National Football League :
- Romeo Crennel aux Browns de Cleveland de 2005 à 2008 et aux Chiefs de Kansas City de 2011 à 2012 ;
- Al Groh (en) aux Jets de New York en 2000 ;
- Josh McDaniels aux Broncos de Denver de 2009 à 2010 et aux Raiders de Las Vegas de 2022 à2 023 ;
- Eric Mangini (en) aux Jets de New York de 2006 à 2008 et aux Browns de Cleveland de 2009 à 2010 ;
- Nick Saban aux Dolphins de Miami de 2005 à 2006 ;
- Jim Schwartz aux Lions de Détroit de 2009 à 2013 ;
- Bill O'Brien aux Texans de Houston de 2014 à 2020;
- Matt Patricia aux Lions de Détroit de 2018 à 2020 ;
- Brian Flores aux Dolphins de Miami de 2019 à 2021 ;
- Joe Judge (en) aux Giants de New York de 2020 à 2021 ;
- Brian Daboll aux Giants de New York depuis 2022.

### Citations originales
1. ↑  (en) « So many of the things that we do today and that I did when I was at Cleveland were the same things that Paul Brown did. The same schedule, the same philosophy, the same approach to getting your team to perform to the highest level on the practice field, in meetings, in strategy, in game situations ».